# Màxim de Nola
Màxim de Nola (Nola, s. III - ~250) fou un bisbe de Nola. És venerat com a sant per diverses confessions cristianes. Gairebé no n'hi ha notícies de la vida, només les donades als carmina natalizia escrits per Paulí de Nola entre 395 i 409 per celebrar el dies natalis de Sant Fèlix de Nola, fidel col·laborador de Màxim.
Paulí hi explica que durant la persecució de Deci (250-251), Màxim, que era bisbe de Nola, ja gran i malalt, va fer tot el que va poder per defensar els seus fidels i confià la diòcesi a Fèlix, designat per ésser-ne el successor, i marxà a un lloc desert a refugiar-s'hi. Fèlix fou empresonat i torturat. Segons una llegenda, un àngel l'alliberà i el conduí fins on era Màxim, que estava morint de fam i set. Fèlix recollí un raïm madurat miraculosament (era febrer), i amb el suc reanimà Màxim, se'l carregà i el portà a Nola, on el deixà a cura d'una fidel. Màxim hi morí poc després.